# Barraca de vinya (Martorell)
La Barraca de vinya és un edifici del municipi de Martorell (Baix Llobregat) que forma part de l'Inventari del Patrimoni Arquitectònic de Catalunya.

## Descripció
És una cabana de vinya de planta circular coberta per una falsa cúpula feta per aproximaciód de filades. Està feta a partir de grans carreus de pedra sense treballar, disposats en fileres units sense cap tipus d'argamassa. Hi ha una sola entrada allindanada. El sostre està cobert de vegetació.
Tot i que actualment es troba enmig del bosc, abans de l'epidèmia de fil·loxera, a mitjan s. XIX, es trobava en una vinya que s'abandonà aleshores.